# Aleteia
Aleteia o Alétida es una página web de noticias e información católica en línea lanzada el 2013. El proyecto nació con seis idiomas: inglés, español, francés, italiano, portugués y árabe. El origen del nombre remite a la palabra alétheia (griego antiguo: ἀλήθεια), que significa "verdad" o "revelación" en filosofía. Fue utilizado en la filosofía griega antigua y revivió en el siglo XX a partir de Martin Heidegger.

## Historia
El fundador y editor de Aleteia es el periodista Jesús Colina, que en la presentación del portal dijo que quería hacer "un periodismo profesional cuya antropología está abierta a la trascendencia".
El proyecto es mantenido por la Fundación para la Evangelización a través de los medios de comunicación, creada en Roma en 2011 con un equipo de 37 periodistas y técnicos y presidido por Olivier Bonnassies, Bruno Riviere de Precourt. La iniciativa nació con la aprobación del Pontificio Consejo para las Comunicaciones Sociales y el Pontificio Consejo para la Promoción de la Nueva Evangelización.
Desde julio de 2015, el Media-Participations Group ha sido el operador corporativo de Aleteia. Media-Participations es un grupo mediático europeo, líder del mercado en publicaciones impresas, producción audiovisual y medios digitales. Cuenta con más de 40 editoriales y publica más de 10 títulos de revistas especializadas. 

## Premios
- 2017 - Premio ¡Bravo! de Nuevas Tecnologías.[7]
- 2018 - "Best General Publisher Website” - Catholic Press Association of the United States and Canada.[8]